# Enneaoria
Enneaoria is een geslacht van kevers uit de familie bladkevers (Chrysomelidae).
De wetenschappelijke naam van het geslacht werd in 1981 gepubliceerd door Tan.

## Soorten
- Enneaoria yunnanensis Tan, 1981